# Avlija
Avlija (en serbe cyrillique : Авлија) est un village de Bosnie-Herzégovine. Il est situé dans la municipalité de Čajniče et dans la république serbe de Bosnie. Selon les premiers résultats du recensement bosnien de 2013, il compte 47 habitants.

## Démographie

### Évolution historique de la population dans la localité
| 1948 | 1953 | 1961 | 1971 | 1981 | 1991 | 2013 |
| ---- | ---- | ---- | ---- | ---- | ---- | ---- |
| -    | -    | 230  | 234  | 166  | 129  | 47   |

|  |

### Répartition de la population par nationalités (1991)
En 1991, les 129 habitants du village étaient tous Musulmans (Bosniaques).